# Jeórjiosz Alimbrándisz
Jeórjiosz Alimbrándisz (görögül: Γεώργιος Αλιμπράντης; Isztambul, 1880 – Athén, 1943. július 31.) olimpiai bajnok görög tornász.
Az 1906. évi nyári olimpiai játékokon indult tornában, és kötélmászásban aranyérmes lett. Ebben a versenyszámban 10 méter magasra kellett felmászni és a leggyorsabb ő volt. (Később ezt az olimpiát a Nemzetközi Olimpiai Bizottság nem hivatalosnak nyilvánította)
Testvére, Nikoláosz Alimbrándisz szintén olimpikon tornász volt.
A Panhellenios Gymnastikos Syllogos egyesülethez tartozott.